# 灰熊
灰熊（学名：Ursus arctos horribilis）为棕熊亚种，分布于北美洲西部，是北美最常见的棕熊。灰熊的祖先被认为是10万年前从西伯利亚跨过白令海峡来到阿拉斯加的乌苏里棕熊。
灰熊通常独居生活，但是在沿海地区，灰熊在鲑鱼产卵的季节会聚集在溪流、河流、湖泊和池塘周围。雌性灰熊每隔一年生产1至4头幼崽，通常为2头，每头幼崽重量仅为500克。母熊严密保护其幼崽，在认为自己或幼崽受到威胁时，便会进攻。牠們的身形很大。

## 描述
大多数成年雌性灰熊体重为130至200公斤，雄性灰熊平均体重为180到360公斤。整个亚种的平均身长为 198（6.50英尺），平均肩宽为 102（3.35英尺），后脚脚掌平均长度为 28（11英寸）。在育空河地区，成熟的雌性灰熊体重可轻至100（220英磅），然而记载中最重的一只雄性灰熊重达 680（1,500英磅）。 雄性灰熊后肢站立高度可达2.44米，雌性平均比小雄性小38%。这种两性异形表明个头是雄性成功吸引雌性的重要因素。通常灰熊的毛色为棕褐色并有白斑，但颜色随分布区域不同而不同，从金色、深棕色到红色。灰熊的肩部有一个很大的突起，是一个肌肉块，以加强前肢挖掘时的力量。后肢的力量比前肢更大。小腿的肌肉为灰熊提供了足够的力量站立，甚至用后肢短距离行走，使它更容易观察四周的情况。头部很大并且内凹。尽管灰熊个头很大，其奔跑速度可达每小时40公里。由于肩膀的大肌肉块，因此它们爬山的速度比下山快。

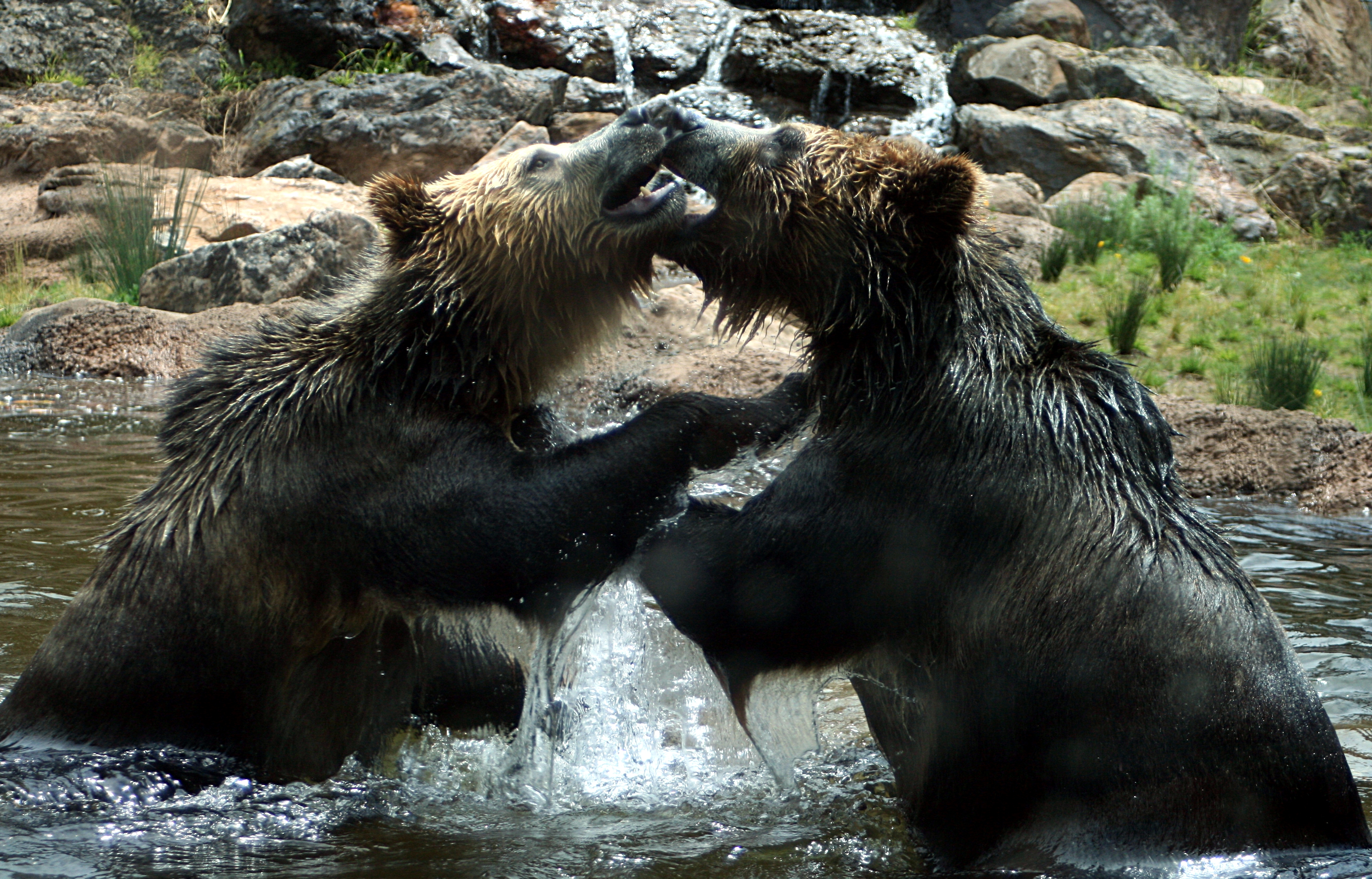
两只玩闹的灰熊，拍摄于旧金山动物园。

和其他棕熊的亚种相比，灰熊的长爪和与北极熊相似头盖型的面部轮廓是其特点。与其他北美棕熊相比，灰熊的毛皮为点银的并且个头略小。这种个头的差异源于灰熊的陆地生活习性，食物资源较少。它们的个头、颜色和行为与西伯利亚棕熊相似。

## 分布
棕熊是分布最为广泛的熊类之一，在亚洲、欧洲和北美都能找到它们的足迹。灰熊的祖先在大约5万年前从欧亚大陆迁徙到北美。在演化的過程上这属于最近才发生的事件，因此北美灰熊和亚洲及欧洲的棕熊习性相似。
在北美，灰熊的分布范围曾十分广泛，北至阿拉斯加，南到墨西哥，远及哈得逊湾。灰熊在美国大平原地区以及西南部已经本地灭绝。灰熊的栖息地目前仅剩下阿拉斯加、加拿大西部及美国的爱达荷州、蒙大拿州、华盛顿州等西北部地区。 在黄石国家公园和大提顿国家公园也有灰熊栖息。
在2007年九月，一雄性灰熊在爱达荷和蒙大拿西部交界地区被猎杀，从而显示灰熊正南返至比特鲁特国家森林
在加州，最后一头灰熊在1922年被猎杀。尽管已经本地灭绝，灰熊仍出现在加州的州旗上面。
在加拿大的不列颠哥伦比亚省、亞伯達省、努納福特、育空地区及曼尼托巴湖北部地区，目前生活着大约25000只灰熊。当第一批欧洲的移民抵达的时候，不列颠哥伦比亚省的灰熊曾多达25000只。虽然目前灰熊仍保留着这一地区大约原来90%的栖息地，但数量已因为捕猎和栖息地丧失而显著下降。在2008年，灰熊的数量估计为16014只。
目前北美洲的灰熊数量大约为55000只。

## 昂加瓦棕熊
20世紀早期前生活在魁北克北部和拉布拉多的昂加瓦棕熊曾被視為是棕熊的一個亞種（學名Ursus arctos ungavaesis），但現在已被糾正為灰熊的一個種群。1975年，人類學家史蒂文·考克斯（Steven Cox）首次發現了其頭骨化石。 